# Demeterfalva
Demeterfalva (románul Dumitreștii) falu Romániában Maros megyében. Közigazgatásilag Nyárádszeredához tartozik. 1941 és 1956 között Nyárádszereda része volt, 1956-ban egyesült Süketfalvával és ismét önálló falu lett.

## Fekvése
A falu Marosvásárhelytől 16 km-re keletre, Marosszék középső részén helyezkedik el, a Nyárád bal partján.

## Nevezetességek
- A falu temploma, 1951-ben épült. Reformátusok, katolikusok és unitáriusok közösen használják.[2]